# High School Musical
High School Musical ist ein US-amerikanisches Musical-Drama der Walt Disney Company aus dem Jahr 2006. Es wurde am 20. Januar 2006 in den Vereinigten Staaten veröffentlicht, die deutsche Erstausstrahlung erfolgte am 2. September 2006 auf dem deutschen Disney Channel, die deutsche Free-TV-Premiere kurz darauf am 17. September 2006 auf ProSieben. Die Produktion bedeutete den Durchbruch für die Hauptdarsteller Zac Efron, Vanessa Anne Hudgens, Ashley Tisdale, Corbin Bleu, Lucas Grabeel und Monique Coleman.

## Handlung
Der Highschool-Schüler und Basketballer Troy Bolton befindet sich mit seinen Eltern im Winterurlaub. Am Silvesterabend besucht er eine Party, auf der er mit Gabriella Montez an einem Karaoke-Wettbewerb teilnehmen muss. Nach einem zögerlichen Beginn legen beide ihre Scheu ab und singen gemeinsam das Lied Start of Something New. Nach dem Auftritt tauschen sie ihre Handynummern und zwei Fotos aus, verlieren sich jedoch aus den Augen.
Als die Schule wieder beginnt, treffen sich Troy und Gabriella wieder, da Gabriellas Mutter an einen neuen Firmenstandort versetzt wurde und sie nun dieselbe Schule besucht. Troy ist der Kapitän des Schul-Basketballteams Wildcats, das die Chance auf die Meisterschaft hat. Traditionell wird in der Schule ein Wintermusical aufgeführt, dessen Castings bald anstehen. Beide überlegen, ob sie teilnehmen sollen, entscheiden sich jedoch dagegen. Trotzdem verfolgt Troy das Casting als Zuschauer, versteckt sich jedoch, da er nicht möchte, dass seine Freunde von dem Interesse an dem Musical erfahren. Auch Gabriella ist beim Casting anwesend. Währenddessen singen die Geschwister Sharpay und Ryan das Lied What I’ve Been Looking For und scheinen die Hauptrollen auch zu bekommen, da keine Konkurrenz im Partnercasting antritt. Kurz vor Schluss meldet sich Gabriella, so dass Troy ihr auf die Bühne nachfolgt. Die Kunstlehrerin Ms. Darbus meint jedoch, dass das Casting bereits beendet sei. Obwohl sie den Raum bereits verlässt, singen die beiden auf dem Klavier begleitet von Kelsi, der Komponistin des Musicals, das gleiche Lied und überzeugen so Ms. Darbus, einen Recall einzuberufen.
Als bekannt wird, dass der Kapitän des Basketballteams etwas Neues ausprobiert, laufen die Dinge aus dem Ruder. Troys bester Freund Chad befürchtet, dass das Basketballteam auseinanderbricht, und auch Gabriellas Freundin Taylor McKessie, die den Wissenschaftsclub leitet, befürchtet Schaden für ihr Team, wenn Gabriella an der Musical-Produktion teilnimmt. Deshalb beschließen Chad und Taylor, Gabriella und Troy gegeneinander auszuspielen, so dass sie ihre Teilnahme aufgeben. Chad bringt Troy dazu, das Singen vor seinen Teamgefährten als unwichtig darzustellen und sich damit gegen Gabriella auszusprechen. Dies wird per Webcam auf Taylors Laptop übertragen, die dafür sorgt, dass Gabriella es mitbekommt. Daraufhin erklärt diese dem ahnungslosen Troy, dass sie nicht mit ihm singen wird.
Doch es kommt anders als Taylor und Chad es sich gewünscht haben, denn Troy zeigt keinerlei Motivation mehr für das Basketballspiel, während Gabriella sich auch nicht für den akademischen Zehnkampf, an dem die Wissenschaftsgruppe teilnehmen will, vorbereitet. So entschließen sie sich, die Wahrheit zu sagen. Gabriella jedoch ist weiterhin verletzt, bis Troy sie zuhause aufsucht und, als Gabriella durch ihre Mutter ausrichten lässt, dass sie zu tun hätte, auf ihren Balkon klettert und erneut Start of Something New singt.
Nun wollen beide wieder am Musical teilnehmen und eigentlich könnte nichts mehr schiefgehen, wenn da nicht Sharpay wäre: Sie sieht ihre Chancen auf die diesjährige Hauptrolle schwinden und beschließt, alles daran zu setzen, dass Troy und Gabriella den Recall nicht besuchen können. Nach einer kurzen Unterhaltung mit Ms. Darbus legt diese den Termin für den Recall zeitgleich zu dem des Basketball-Endspiels und des akademischen Zehnkampfs. Doch Sharpay hat die Rechnung ohne Gabriellas und Troys Freunde gemacht: Taylor manipuliert die Anzeigetafel beim Basketballspiel, sodass die Schiedsrichter die Austragung unterbrechen, und nachdem Gabriella eine Disziplin im Zehnkampf gemeistert hat, mischen sie eine Art Stinkbombe zusammen, sodass alle den Raum verlassen müssen.
Und so finden sich die beiden wieder auf der Bühne und singen gemeinsam Breaking Free. Gabriellas und Troys Freunde kommen in Scharen und sind begeistert. Sharpay und Ryan, die zuvor Bop to the Top gesungen haben, schaffen es nicht, sich gegen Gabriella und Troy durchzusetzen, weshalb Troy und Gabriella die Hauptrollen im Musical erhalten. Schließlich kann das Problem mit der Anzeigetafel wie durch ein Wunder behoben werden, das Spiel wird fortgeführt und die Wildcats gewinnen es. Auch Gabriellas Wissenschaftsteam gewinnt. Der Film endet in einer grandiosen Feier, bei der die gesamte Schule in einer Performance des Liedes We’re All in this Together zusammen singt und dabei tanzt.

## Synchronisation
Die deutsche Synchronbearbeitung fertigte die Film- & Fernseh-Synchron in München, an. Dialogregie führte Marina Köhler, die für den Film auch Leslie Wing („Mrs. Bolton“) ihre Stimme lieh. Für die Fernsehausstrahlung und die DVD-Fassung wurden dabei für die Synchronisation der Rollen von Ashley Tisdale und Corbin Bleu unterschiedliche Sprecher eingesetzt.
| Rolle             | Darsteller           | Deutscher Sprecher                                                  |
| ----------------- | -------------------- | ------------------------------------------------------------------- |
| Chad Danforth     | Corbin Bleu          | Fabian Rainer (DVD-Synchronisation) Max Felder (TV-Synchronisation) |
| Coach Jack Bolton | Bart Johnson         | Claus-Peter Damitz                                                  |
| Direktor Matsui   | Joey Miyashima       | Bernd Simon                                                         |
| Gabriella Montez  | Vanessa Anne Hudgens | Leoni Kristin Oeffinger                                             |
| Jason Cross       | Ryne Sanborn         | Johannes Wolko                                                      |
| Karaoke-Moderator | Brett Yoder          | Manuel Straube                                                      |
| Kelsi Nielsen     | Olesya Rulin         | Lucia Jantos                                                        |
| Martha Cox        | Kaycee Stroh         | Katharina Iacobescu                                                 |
| Mrs. Bolton       | Leslie Wing          | Marina Köhler                                                       |
| Ms. Montez        | Socorro Herrera      | Alisa Palmer                                                        |
| Ms. Darbus        | Alyson Reed          | Katharina Lopinski                                                  |
| Ryan Evans        | Lucas Grabeel        | Tim Schwarzmaier                                                    |
| Schiedsrichter    | Stephen Rippey       | Andreas Borcherding                                                 |
| Sharpay Evans     | Ashley Tisdale       | Farina Brock (DVD-Synchronisation) Esra Vural (TV-Synchronisation)  |
| Taylor McKessie   | Monique Coleman      | Natalie Löwenberg                                                   |
| Troy Bolton       | Zac Efron            | Daniel Schlauch                                                     |
| Zeke Baylor       | Chris Warren Jr.     | Patrick Roche                                                       |

## Hintergrund
Nach der Diskussion darüber, dass sich Gabriella und Troy im Film nicht küssen, ließ Filmproduzent Bill Bordon verlauten, dass sich beide wohl in der Abschlussszene küssen oder zumindest sehr nahe kommen würden. Jedoch wurde der deutliche Kuss beim Filmschnitt absichtlich entfernt, um die Erwartungen für die Fortsetzung des Films höher zu setzen:

„Wir haben uns alle Takes angesehen und fanden, es wäre lustiger, wenn er sie nicht küsst. Es gab darüber eine Debatte bei Disney: ‚Was ist mit dem Kuss?‘ Jedenfalls gibt es im zweiten Film eine sehr romantische Szene auf dem Golfplatz, in der sich die beiden küssen werden.“

## Fortsetzungen
Am 17. August 2007 erschien die erste Fortsetzung des Films mit dem Titel High School Musical 2 in den Vereinigten Staaten, bei der dieselben Hauptdarsteller mitwirken. In Deutschland wurde sie das erste Mal im Free-TV am 13. Oktober 2007 gezeigt. Der dritte Teil als Kinoversion mit dem Titel High School Musical 3: Senior Year lief 2008 im Kino. Am 12. November 2019 erschien auf Disney+ eine Serie mit dem Titel High School Musical: Das Musical: Die Serie die 15 Jahre nach dem ersten Teil spielt. Die Vorschau der Serie begann als Premiere schon am 8. November 2019 auf ABC, Disney Channel und Freeform.
Im März 2016 gab der Disney Channel die Produktion von High School Musical 4 bekannt. Der Beginn der Dreharbeiten verzögerte sich um mehrere Jahre. Bisher ist der Film nicht fertiggestellt (Stand Oktober 2023).

## Auszeichnungen

### Prämierungen
- 2006: Billboard Music Award für „Soundtrack-Album des Jahres“
- 2006: Emmy für „Bestes Kinderprogramm“
- 2006: Emmy für „Beste Choreografie“
- 2006: Teen Choice Award für „Television – Choice Breakout Star“ (Zac Efron)
- 2006: Teen Choice Award für „Television – Choice Chemistry“ (Zac Efron & Vanessa Hudgens)
- 2006: Teen Choice Award für „Television – Choice Comedy/Musical Show“
- 2006: Television Critics Association Award für „Outstanding Achievement in Children’s Programming“
- 2007: Jetix Award für „Stärkste DVD“ (High School Musical 2 – Extended Edition)

### Nominierungen
- 2006: American Music Award für „Bestes Popalbum“
- 2006: Billboard Music Award für „Album des Jahres“
- 2006: Emmy für „Casting für einen Film, eine Sonder- oder Miniserie“
- 2006: Emmy für „Regie für eine Varieté-, Musik- oder Comedysendung“
- 2006: Emmy für „Beste Originalmusik und Originaltext“ (Get’cha Head in the Game)
- 2006: Emmy für „Beste Originalmusik und Originaltext“ (Breaking Free)
- 2006: Satellite Award für „Bester Fernsehfilm“
- 2006: Teen Choice Award für „Television – Choice Breakout Star“ (Vanessa Hudgens)
- 2007: Jetix Award für „Stärkster Sänger“ (Zac Efron)

## Tournee

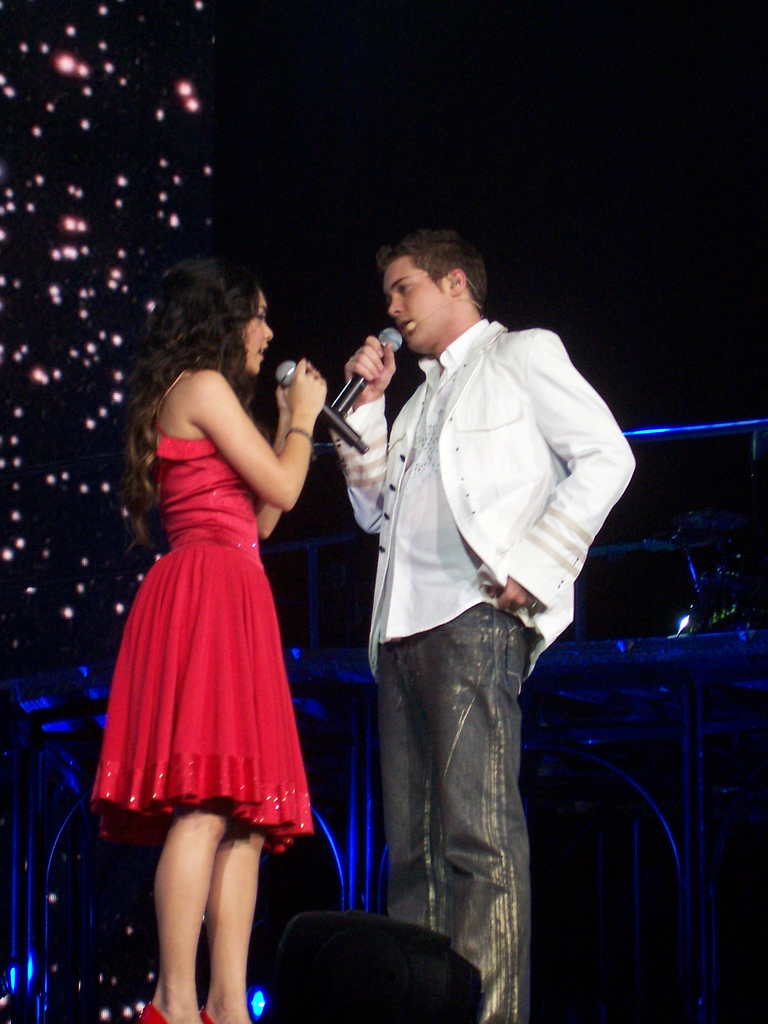
Vanessa Hudgens und Drew Seeley bei der Tournee High School Musical: The Concert

Am 30. November 2006 begann im US-amerikanischen San Diego auf Basis des Films eine Konzert-Tour, die unter dem Namen High School Musical: The Concert durch Städte in den Vereinigten Staaten, Kanada und Lateinamerika führte. An den Konzerten beteiligten sich Corbin Bleu, Ashley Tisdale, Lucas Grabeel, Monique Coleman, Vanessa Anne Hudgens und Drew Seeley anstelle von Zac Efron. Dieser war aufgrund der Dreharbeiten zum Film Hairspray verhindert. Jede der Veranstaltungen dauerte 150 Minuten. Die letzte Vorstellung war am 29. Mai 2007 in Guadalajara, Mexiko.

### Europäische Bühnenversion

#### Wien
Am 26. April 2007 verkündete die Wiener Vizebürgermeisterin Renate Brauner, dass die Wien Holding gemeinsam mit dem Performing Center Austria die Bühnenversion des Films nach Europa holen werde. Die Premiere dieser Aufführung fand am 25. September 2007 in der neuen Halle F der Wiener Stadthalle statt. Regie führten Hannes Muik und Werner Sobotka; musikalischer Leiter war Michael Schnack. Die Choreografie stammte von Sabine Arthold und Ramesh Nair.

## Sonstiges
- High School Musical wurde von South Park in der Folge Elementary School Musical parodiert und kritisch betrachtet.
- Für High School Musical war Matthew Underwood für die Rolle als Troy Bolton vorgesehen.
- Am 17. Januar 2016 wurde eine Sondersendung zum 10. Jubiläum des ersten Filmes mit den fünf Hauptdarstellern außer Zac Efron aufgenommen. Diese wurde am 20. Januar 2016, am Tag des Jubiläums, im US-amerikanischen Fernsehen ausgestrahlt.[7]

## DVD-Veröffentlichung
- High School Musical. Buena Vista Home Video 2006
- High School Musical – The Concert. Buena Vista Home Video 2007

## Soundtrack
- David Lawrence, Adam Watts, Matthew Gerrard, Robbie Nevil, Drew Seeley, Andy Dodd et al.: High School Musical. 2-CD Special Edition Soundtrack. Walt Disney Records, Burbank 2006, Tonträger-Nr. 61512-7
- David Lawrence, Adam Watts, Matthew Gerrard, Robbie Nevil, Andrew Seeley, Andy Dodd et al.: High School Musical Hits Collection. Walt Disney Records, Burbank 2007, Tonträger-Nr. D000102300 – 6-CD-Box mit jeweils dem Soundtrack und der Karaoke-CD zu High School Musical und High School Musical 2 sowie CD und DVD zu High School Musical: The Concert